# アルバート家の令嬢は没落をご所望です
『アルバート家の令嬢は没落をご所望です』（アルバートけのれいじょうはぼつらくをごしょもうです）は、さきによる日本のライトノベル。2014年7月から2019年12月まで小説投稿サイト『小説家になろう』でオンライン小説として連載。2015年4月から2020年12月まで角川ビーンズ文庫より文庫版が刊行された。
メディアミックスとして、2018年6月より『B's-LOG COMIC』にて彩月つかさ作画によるコミカライズ版が連載中。2024年4月時点で電子版を含めたシリーズ累計部数は90万部を突破している。

## あらすじ
王家に次ぐ権力を持つアルバート家の令嬢であるメアリ・アルバートは始業式の真っ最中に、この世界が前世でプレイした乙女ゲーム『ドキドキラブ学園～恋する乙女と思い出の王子～』（略称「ドラ学」）の世界で、自分が主人公に嫌がらせをして最後は一族ごと没落する悪役令嬢だということを思い出した。今のままではアルバート家は貴族至上主義者にいいように利用されると考えたメアリは、いっそ前向きに没落しようと没落コースを突き進むことを決意し、ゲームの主人公アリシアに嫌がらせをしようと近づくが、メアリの変わり者の性格が邪魔をして逆にアリシアに懐かれてしまう。

## 登場人物
担当声優はボイスコミックによる。
メアリ・アルバート
声 - ファイルーズあい
本作の主人公。乙女ゲームの悪役令嬢として転生した。没落することを前向きに目指す。
めんどくさがり屋の事なかれ主義で、不敬な態度をとられてもいちいち怒らない。
アディ
声 - 細谷佳正
メアリの従者。美形だが無礼で口が悪い。
アリシア
声 - 市ノ瀬加那
『ドキドキラブ学園～恋する乙女と思い出の王子～』における主人公。庶民出身の転校生。
パトリック・ダイス
声 - 中村悠一
『ドキドキラブ学園～恋する乙女と思い出の王子～』の攻略対象。アルバート家に次ぐ名門貴族の子息で生徒会長。
ロベルト
声 - 杉田智和
アディの兄。

## 既刊一覧

### 小説
- さき（著）・双葉はづき（イラスト） 『アルバート家の令嬢は没落をご所望です』 KADOKAWA〈角川ビーンズ文庫〉、全8巻
  1. 2015年4月1日初版発行（同日発売[5]）、ISBN 978-4-04-102820-9
  2. 2015年8月1日初版発行（同日発売[6]）、ISBN 978-4-04-102945-9
  3. 2016年11月1日初版発行（同日発売[7]）、ISBN 978-4-04-104652-4
  4. 2018年8月1日初版発行（同日発売[8]）、ISBN 978-4-04-107025-3
  5. 2019年3月1日初版発行（同日発売[9]）、ISBN 978-4-04-107572-2
  6. 2019年8月1日初版発行（同日発売[10]）、ISBN 978-4-04-108516-5
  7. 2019年12月1日初版発行（同日発売[11]）、ISBN 978-4-04-108519-6
  8. 2020年12月1日初版発行（同日発売[12]）、ISBN 978-4-04-110798-0

### 漫画
- さき（原作）・双葉はづき（キャラクター原案）・彩月つかさ（作画） 『アルバート家の令嬢は没落をご所望です』 KADOKAWA〈ビーズログコミックス〉、既刊7巻（2025年1月31日現在）
  1. 2019年3月1日初版発行（同日発売[13]）、ISBN 978-4-04-735508-8
  2. 2019年11月30日初版発行（同日発売[14]）、ISBN 978-4-04-735810-2
  3. 2020年12月1日初版発行（同日発売[15]）、ISBN 978-4-04-736392-2
  4. 2022年4月1日初版発行（同日発売[16]）、ISBN 978-4-04-736975-7
  5. 2023年4月1日初版発行（同日発売[17]）、ISBN 978-4-04-737419-5
  6. 2024年4月1日初版発行（同日発売[3]）、ISBN 978-4-04-737885-8
  7. 2025年1月31日発売[18]、ISBN 978-4-04-738288-6

## 朗読劇
2022年9月3日から4日まで朗読劇がところざわサクラタウン ジャパンパビリオンホールAにて全3公演行われた。

### キャスト（朗読劇）
- メアリ・アルバート - 太田夢莉
- アディ - 陳内将
- アリシア - 其原有沙
- パトリック - 高橋健介
- 金久保芽衣
- 田中廉

### スタッフ（朗読劇）
- 原作：さき（KADOKAWA『角川ビーンズ文庫』）
- 脚本：長瀬貴弘
- 演出：中屋敷法仁
- 脚本協力：テイルポット
- 制作：ソニーPCL
- 企画協力：角川ビーンズ文庫編集部
- 主催：KADOKAWA